# 内モンゴル自治政府

内モンゴル自治政府

内モンゴル自治政府（うちモンゴルじちせいふ）は､中華民国大陸時期に東北辺境で成立され､日中戦争後に中国共産党が主導した最初の少数民族自治政府であった。

## 歴史
1945年（民国34年）8月、日本の敗戦に伴い内モンゴルでモンゴル人による民族自決の機運が高まり、内モンゴル人民共和国、東モンゴル自治政府、フルンボイル自治省政府が成立し、モンゴル人民共和国への編入をも要求する政治運動が発生した。これに対し中国共産党はモンゴル人幹部であるウランフによって内モンゴル人民共和国を乗っ取って内モンゴル自治運動連合会に改組、さらに東モンゴル自治政府及びフルンボイル自治省政府を吸収し内モンゴルにおける共産党の地位を確立した。
中国共産党が内モンゴルをソ連やモンゴル人民共和国に譲渡しようとしているとする中国国民党の宣伝工作があったため、当初は「連合会」と称していたが、国共内戦が始まり、1946年（民国35年）10月に連合会の本部が設置されていた張家口市を共産党が実効支配すると、毛沢東は既定方針を転換し、中華民国から独立したウランフによる内モンゴルでの政府樹立を支持、1947年5月に王爺廟で内モンゴル自治政府を成立させた。同年にウランフは内モンゴル共産党工作委員会の書記に就任し、中華人民共和国建国の年である1949年に中国共産党中央内蒙古分局に改称されるまで中国共産党の傀儡政府であることを隠蔽した。
1949年10月に中華人民共和国が成立すると内モンゴルにおける分離工作の意義はなくなり、同年12月に内モンゴル自治区に改組され、ウランフが自治区主席に就任して政府は消滅した。